# Орен, Уно
Уно Орен (Uno Åhrén, 6 августа 1897, Стокгольм — 8 октября 1977, Арвика) — шведский архитектор и градостроитель. Занимался также дизайном интерьеров и мебели. Ведущий сторонник архитектуры функционализма.

## Биография
Учился в Королевском технологическом институте (1915—1919).
В 1921—1923 годах работал с Гуннаром Асплундом, оказавшим на него сильное влияние.
На парижской международной выставке 1925 года Орен отвечал за оформление «будуара» в шведском павильоне и изготовил стол и кресло.
Был одним из создателей архитектурной части Стокгольмской выставки 1930 года. В 1931 был одним из шести соавторов манифеста Acceptera!, призывавшего к функционализму, стандартизации и массовому производству.
С 1932 по 1943 год был городским планировщиком Гётеборга.
В 1947—1963 годах — профессор Королевского технологического института.
В 1947 году основал журнал PLAN.

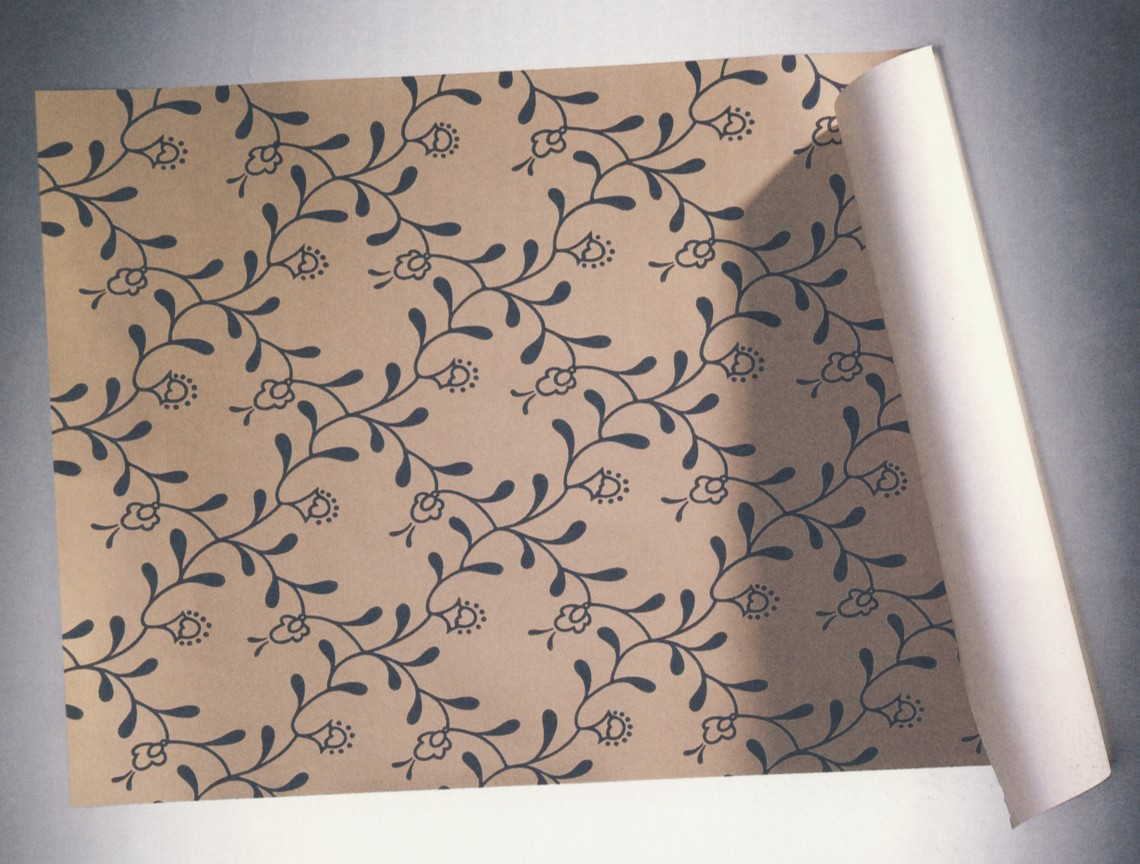
Обои. 1917.
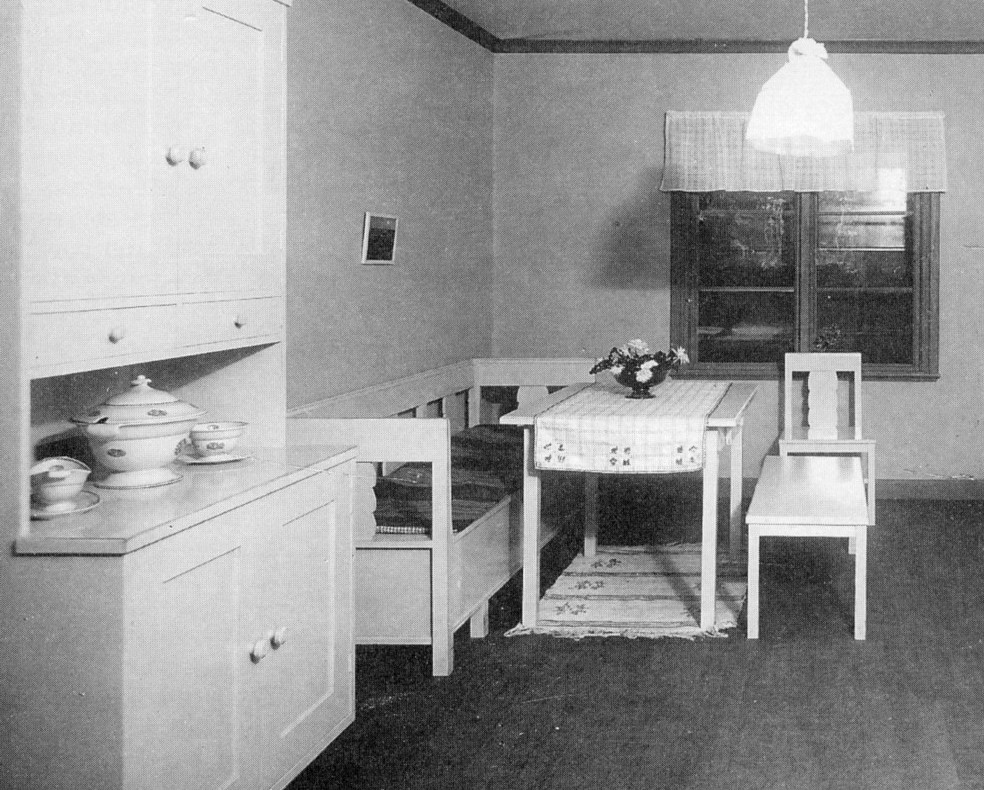
Кухня. 1917.
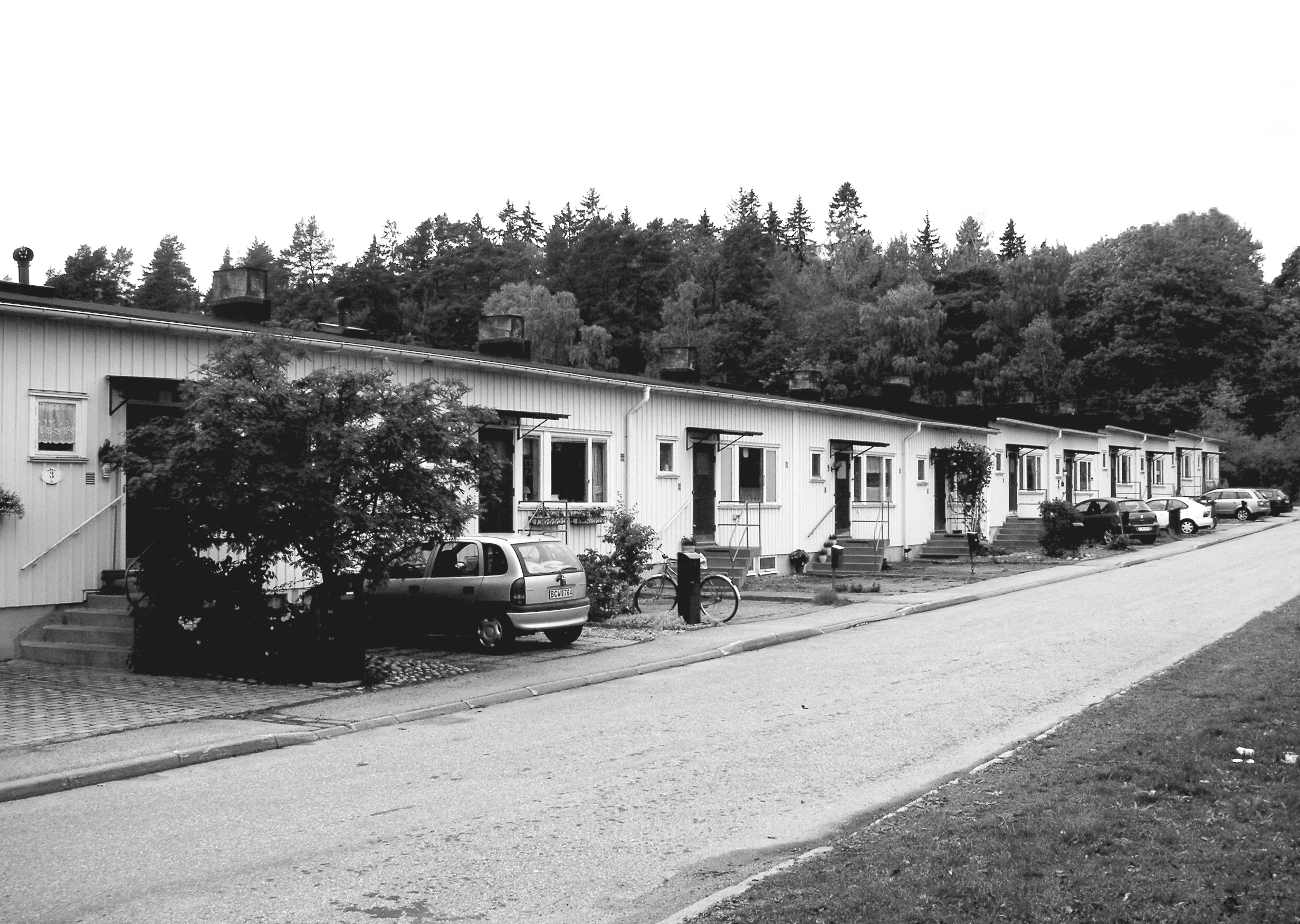
Террасированные дома в Стокгольме.
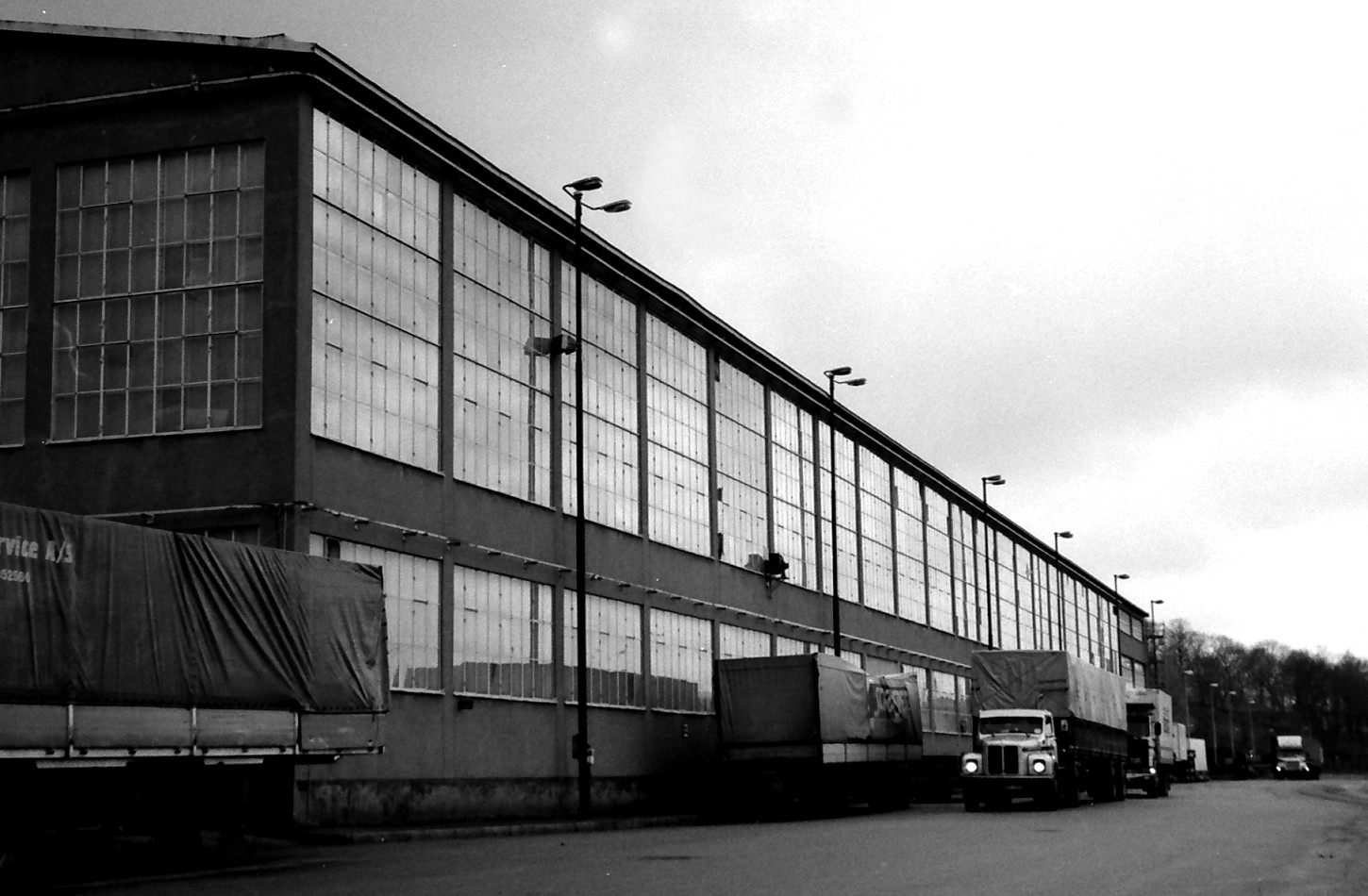
Здание Ford. 1930.
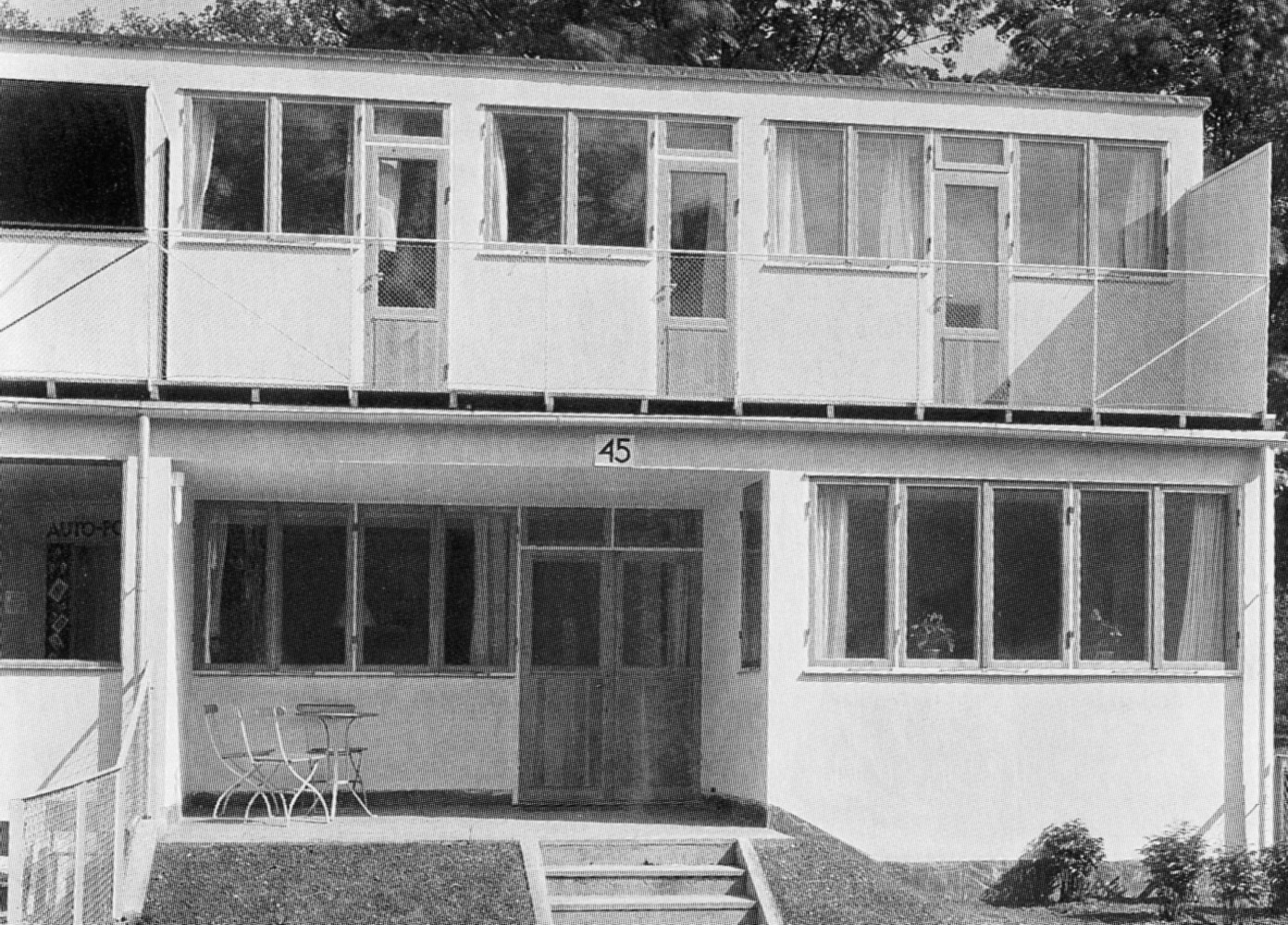
Дом 45. Стокгольмская выставка 1930.
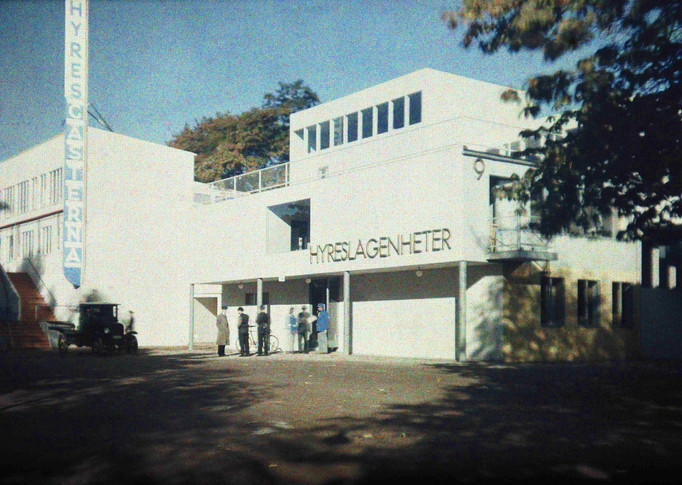
Стокгольмская выставка 1930.